# ジョン・デイ (園芸家)
ジョン・デイ（John Day、1824年 – 1888年）は、イギリスのラン栽培家、収集家である。15年間にわたって、53冊のスクラップブックに4000ほどのランの図をのこしたことで知られる。デイのスクラップブックは没後の、1902年に妹のエマ・ウォルステンホーム（Emma Wolstenholme）によって王立植物園に寄付された。

## 略歴
ロンドンの裕福なワイン商の息子に生まれた。デイが最初にランを買ったのは、園芸業者のロッディジーズが1852年に栽培園を閉じたときの在庫品を競売で購入したものである。平均すると1本あたり£1で、50種あまり熱帯のランなどを購入し、トッテナムの自宅につくった温室で栽培した 。ビクトリア時代にラン栽培が流行し、1863年から1888年の間、デイは自らのコレクションの他、ロンドンの園芸商や王立植物園を訪れ、多くのランのスケッチを描いた。ドイツのラン研究家、ハインリヒ・グスタフ・ライヘンバッハとも密接に交流した。
ジョン・デイのスケッチ集が2004年にラン研究家のフィリップ・クリブ（Phillip Cribb）とミッシェル・ティブズ（Michael Tibbs）によって歴史的な背景の解説とともに"A Very Victorian Passion: The Orchid Paintings of John Day"として出版された。

## デイのランのスケッチ

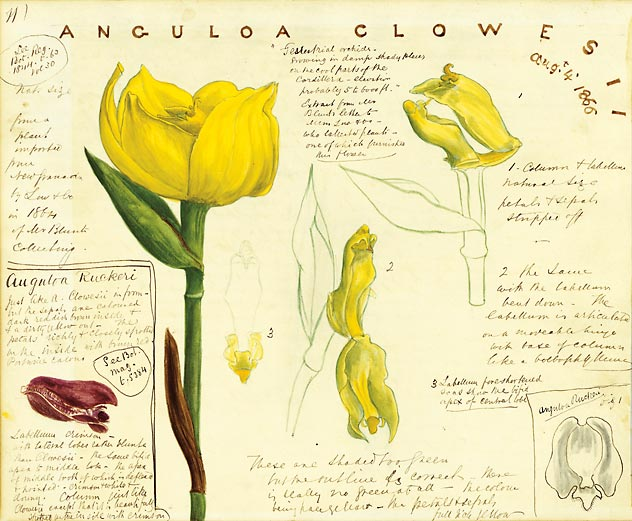
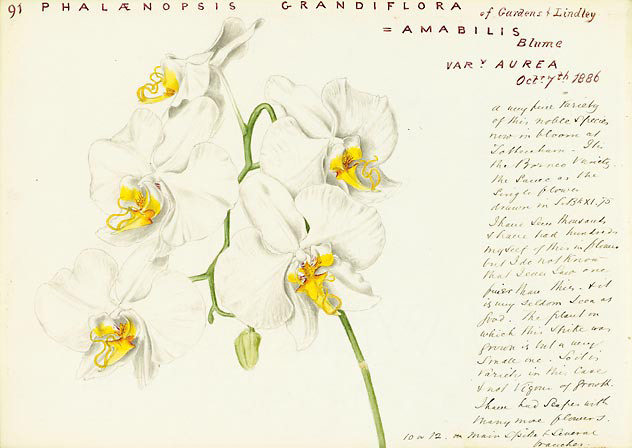
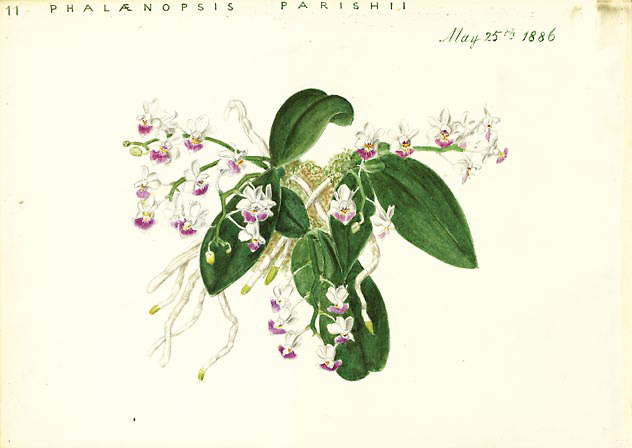
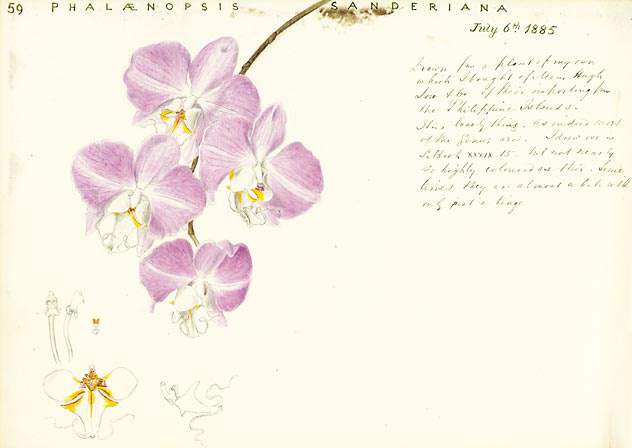
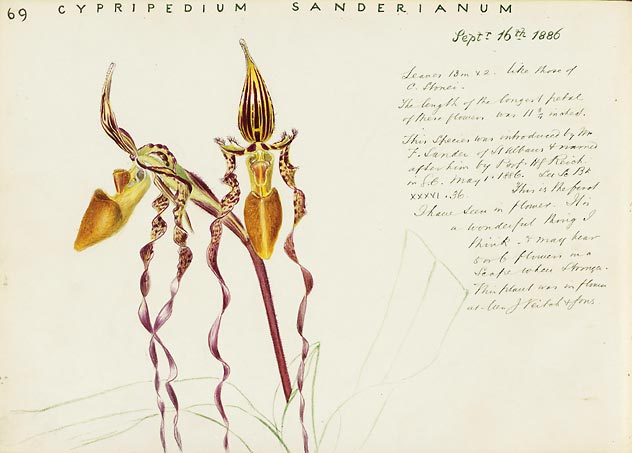